# Mokena
Mokena – wieś w Stanach Zjednoczonych, w stanie Illinois, w hrabstwie Will.